# Округ Дорети (Џорџија)
Догети (енгл. Dougherty County) је округ у америчкој савезној држави Џорџија.

## Демографија
По попису из 2010. године број становника је 94.565, што је 1.5 (-1,6%) становника мање 2000. године.
| Група             | 2000.          | 2010.          |
| Белци             | 35.794 (37,3%) | 27.315 (28,9%) |
| Афроамериканци    | 57.762 (60,1%) | 63.470 (67,1%) |
| Азијати           | 552 (0,6%)     | 736 (0,8%)     |
| Хиспаноамериканци | 1.292 (1,3%)   | 2.073 (2,2%)   |
| Укупно            | 96.065         | 94.565         |